# Muzyka emocjonalna (album)
Muzyka emocjonalna – pierwszy minialbum polskiego rapera Pezeta. Za produkcję w głównej mierze odpowiadał Zjawin. Płytę w limitowanym nakładzie pięciu tysięcy egzemplarzy można było kupić jedynie za pośrednictwem Internetu na oficjalnej stronie projektu. W dniu 29 czerwca 2018 roku ukazała się reedycja z nową okładką – nakład również ograniczono do pięciu tysięcy egzemplarzy.

## Lista utworów
Opracowano na podstawie materiału źródłowego.
1. „Noc i dzień (Remix)” (gościnnie: Małolat, Fame District) – 5:02
2. „W moim świecie (Remix)” (gościnnie: Lilu) – 2:18
3. „Źrenice” – 3:51
4. „Widzę jej obraz” – 4:22
5. „Ciemno” – 5:35
6. „Spadam” – 3:25
7. „Nie tego chcę” – 2:03
8. „Światła zgasły” – 4:53
9. „Nieważne” (gościnnie: Krzysztof Rychard) – 4:33
10. „W moim świecie (Remix 2)” (gościnnie: Lilu) – 3:27
11. „Spadam (Zjawin Remix)” – 5:02
12. „Nieważne (Zjawin Remix)” – 2:38
13. „Spadam (Czarny HIFI Remix)” – 7:56

## Twórcy
Opracowano na podstawie materiału źródłowego.
- Paweł „Pezet” Kapliński – wokal, słowa
- Bartosz „Zjawin” Zjawin – produkcja (1–8, 10–12), gitara (1–8, 10–13)
- Maciej Jaskuła – gitara (1–8, 10–13)
- Aleksander „Czarny HIFI” Kowalski – produkcja (9, 13)
- Agata Molska – produkcja (9), gitara (9)
- Michał „Małolat” Kapliński – wokal (1), słowa (1)
- Fame District – wokal (1), słowa (1)
- Aleksandra „Lilu” Agaciak – wokal (2, 10), słowa (2, 10)
- Krzysztof Rychard – wokal (9), słowa (9), gitara (9)
- Jędrzej Kostecki – zdjęcia, projekt okładki